# Träffen
Träffen är en idrottshall i stadsdelen Sätra i norra delen av Gävle. Träffen består av 2 st idrottshallar, den stora 40x20 meter har en läktare för 350 personer, intill finns också en mindre idrottshall med måtten 13x7 meter. Träffen genomgår 2021  en total renovering som står klar 2022. Träffen är hemmaplan för IK Sätra.